# Canadian (Oklahoma)
Canadian – miejscowość w Stanach Zjednoczonych, w stanie Oklahoma, w hrabstwie Pittsburg.